# Ocara
Ocara is een gemeente in de Braziliaanse deelstaat Ceará. De gemeente telt 24.636 inwoners (schatting 2009).
De gemeente grenst aan Chorozinho, Cascavel, Morada Nova, Morada Nova, Ibaretama en Aracoiaba.